# Arrondissement di Vesoul
L'arrondissement di Vesoul è una suddivisione amministrativa francese, situata nel dipartimento dell'Alta Saona e nella regione della Borgogna-Franca Contea.

## Composizione
L'arrondissemnt di Vesoul raggruppa 351 comuni in 19 cantoni:
- cantone di Amance
- cantone di Autrey-lès-Gray
- cantone di Champlitte
- cantone di Combeaufontaine
- cantone di Dampierre-sur-Salon
- cantone di Fresne-Saint-Mamès
- cantone di Gray
- cantone di Gy
- cantone di Jussey
- cantone di Marnay
- cantone di Montbozon
- cantone di Noroy-le-Bourg
- cantone di Pesmes
- cantone di Port-sur-Saône
- cantone di Rioz
- cantone di Scey-sur-Saône-et-Saint-Albin
- cantone di Vesoul-Est
- cantone di Vesoul-Ovest
- cantone di Vitrey-sur-Mance